# 전재연
전재연(1983년 2월 9일~)은 대한민국의 배드민턴 선수이다. 2008 제29회 베이징 올림픽 배드민턴에 대한민국 국가대표 선수로 참가했다.